# Aleurolobus tassellatus
Aleurolobus tassellatus là một loài côn trùng cánh nửa trong họ Aleyrodidae, phân họ Aleyrodinae.
Aleurolobus tassellatus được Regu & David miêu tả khoa học đầu tiên năm 1993.